# Зубово (Уфимский район)
Зубово (баш. Зубов) — село в Уфимском районе Республики Башкортостан Российской Федерации. Административный центр Зубовского сельсовета.

## География
Расположен к югу от Уфы, южнее автодороги М5 «Урал», ограничен на западе рекой Дёмой, на востоке — автодорогой Р240 (Уфа — Оренбург). На юго-востоке граничит с селом Чесноковка.
По селу протекает река Берсианка.
К западной окраине села прилегает остановочный пункт Нижегородка железнодорожной линии Дёма — Карламан. Сообщение пригородными поездами до Уфы, Стерлитамака, Инзера, Приуралья, Карламана, Улу-Теляка.

## Население
| 2002 | 2009  | 2010  | 2021  |
| ---- | ----- | ----- | ----- |
| 1375 | ↗1795 | ↗2042 | ↗8691 |

Согласно переписи 2020 года, преобладающая национальность — русские (39,6 %), татары (30,4 %), башкиры (25,6 %).

## Религия
В селе есть православная церковь в честь Николая Чудотворца Мирликийского и мечеть Раббани.